# Аллен, Гловер Моррилл
Гловер Моррилл Аллен (англ. Glover Morrill Allen; 8 февраля 1879 — 14 февраля 1942) — американский териолог и орнитолог.

## Биография
Аллен учился в Гарвардском университете. Получив диплом, он читал лекции по зоологии в Гарварде и занимал должность куратора по млекопитающим в Музее сравнительной зоологии. Он много путешествовал, побывал в Центральной и Южной Америке, в Западной Африке, на реке Нил, в Бельгийском Конго, Австралии. Он был избран членом Американской академии искусств и наук в 1915 году. Он был издателем журнала по орнитологии «The Auk».
Ушан Аллена (Idionycteris phyllotis) назван в честь учёного. Камская пищуха получила  своё латинское название Ochotona gloveri, так как была описана Олдфилдом Томасом по экземпляру, присланному Гловером М. Аленном.

## Публикации
- Bats: Biology, Behavior and Folklore;
- Checklist of African Mammal;
- Extinct and Vanishing Mammals of the Western Hemisphere;
- Mammals of China and Mongolia.